# Chelidonium buddleiae
Chelidonium buddleiae là một loài bọ cánh cứng trong họ Cerambycidae.